# To Minutters Had (1984)
I George Orwells roman 1984 (originaltitel Nineteen Eighty-Four) er de To Minutters Had en dagligt forekommende periode, hvor Partimedlemmerne i Oceanien skal se en film om Partiets fjender (især Emmanuel Goldstein og hans tilhængere) og give udtryk for deres had til dem og til de demokratiske principper.
Filmen med dens billeder og lyd (som Orwell beskriver som "en kæmpemaskine, der ikke var smurt") er en slags hjernevask af Parti-medlemmerne, som skal bringe dem i en tilstand af had og afsky for Goldstein og den af de to andre superstater, der i øjeblikket er fjenden. Det er ikke unormalt for tilskuerne fysisk at gå til angreb på teleskærmen, som bl.a. Julia gør. Som filmen skrider frem, bliver den mere og mere surrealistisk med Goldsteins ansigt, der ændrer sig til et fårehoved, mens fjendens soldater tilsyneladende går til angreb på tilskuerne med flammende maskingeværer. Til slut forandrer Goldsteins fårehoved sig til Store Broders ansigt, mens de følelsesmæssigt og fysisk udmattede tilskuere ritualistisk messer "SB" igen og igen.
Orwell refererer her til den dæmonisering, der ofte finder sted under en krig, og til den personkult, der opstår omkring lederne i totalitære stater.

Denne artikel er en oversættelse af artiklen Two Minutes Hate på den engelske Wikipedia. Oversættelsen tager i sin sprogbrug desuden udgangspunkt i den danske udgave af 1984 (Gyldendals Tranebøger 1973), oversat af Paul Monrad.